# Franciszek Armiński

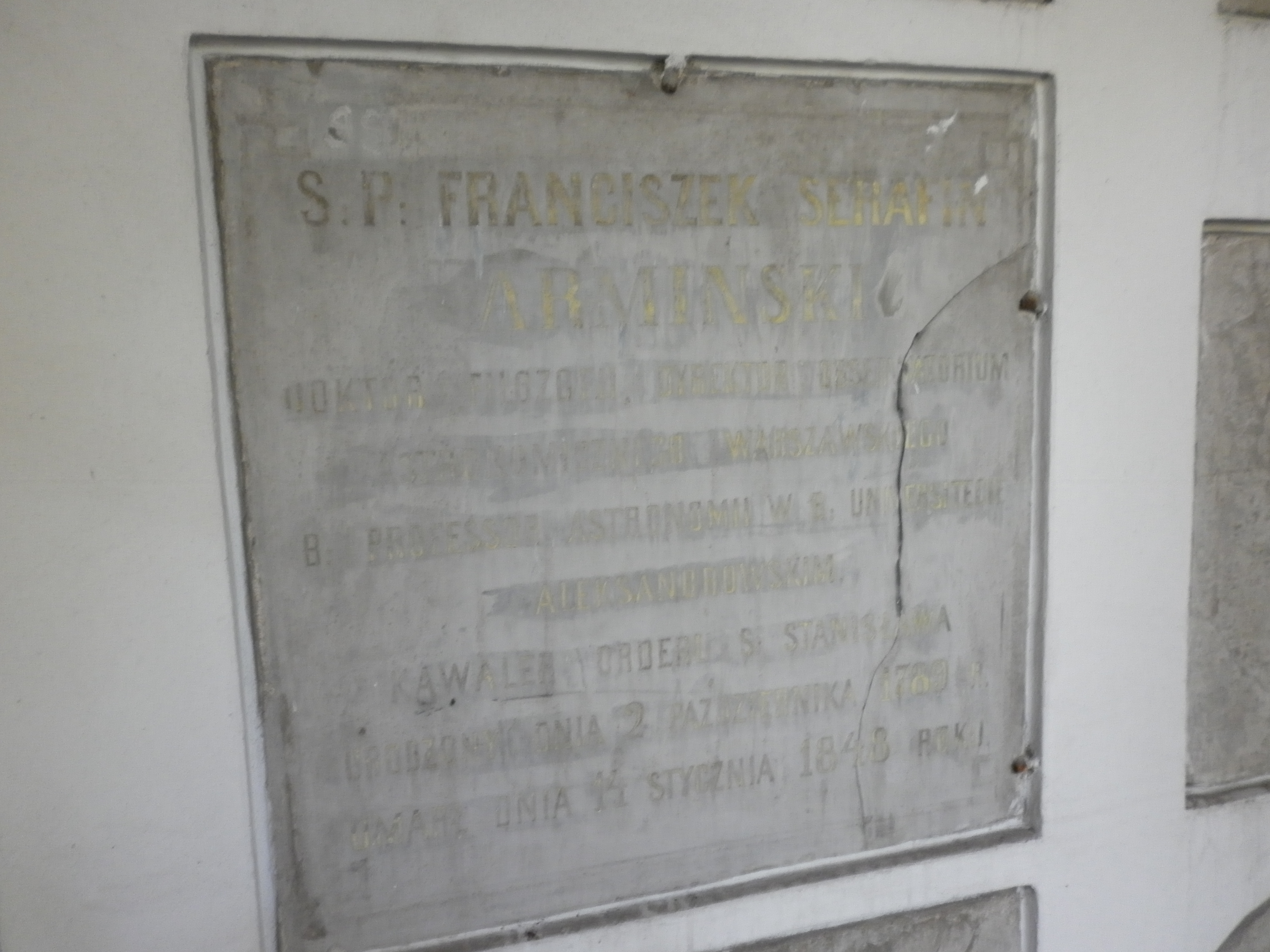
Tumba de Franciszek Arminski en Powązki

Francis Armiński (2 de octubre de 1789 - 14 de enero de 1848) fue un astrónomo polaco, miembro de la masonería. Intervino decisivamente en la fundación del Observatorio de Varsovia, del que fue director de por vida.

## Semblanza
Hijo de Jan y de Apolonia Przyborowskich, quedó huérfano en su infancia, siendo criado por su tío.
En 1816 se convirtió en profesor de astronomía de la por entonces recién fundada Universidad de Varsovia, donde también enseñó matemáticas. Ese mismo año, propuso un proyecto para construir el Observatorio Astronómico de Varsovia, del que, después de ser construido en 1825, se convirtió en director de por vida. Arminski también organizó un observatorio en el dormitorio de los padres escolapios en Żoliborz.
Por sus méritos fue galardonado con la Orden de San Estanislao, y la Universidad de Varsovia le otorgó el título de doctor en filosofía. Era miembro de la Sociedad de los Amigos de las Ciencias de Varsovia.
Se casó con Katarzyna de Hollych.
Murió en Varsovia. El cuerpo fue velado en el edificio del Observatorio, en Aleje Ujazdowskie, y posteriormente enterrado en el Cementerio de Powązki de Varsovia.

## Distinciones
- En 1824 se convirtió en bachiller de cuarto grado de la Orden de San Estanislao..[4]
- Por decisión de la Unión Astronómica Internacional en 1976 se denominó con su nombre el cráter lunar Armiński.[5]

## Lecturas relacionadas
- Reimpresión Jan Gadomski (1935). Polski Słownik Biograficzny 1. Cracovia: Polska Akademia Umiejętności – Skład Główny w Księgarniach. Gebethner i Wolff. pp. 159-160. ISBN 8304034840.

- Datos: Q2440475
- Multimedia: Franciszek Armiński / Q2440475